# Vultee XP-54
Le Vultee XP-54 Swoose Goose était un prototype de chasseur conçu par Vultee Aircraft pour l’Armée de l’air américaine.

## Conception et développement
Vultee fit une proposition en réponse à une demande d’avion de configuration originale de l’United States Army Air Forces. La proposition de Vultee gagna contre le Curtiss-Wright XP-55 Ascender et le Northrop XP-56 Black Bullet. Vultee désigna son projet Model 84, développé à partir du Model 78. Une fois les études d’ingénierie terminées et les essais en souffleries effectués, Vultee obtint un contrat pour un prototype le 8 janvier 1941, puis un contrat pour un second prototype le 17 mars 1942. En dépit d’une conception originale, les performances de l’appareil se révélèrent médiocres et le projet fut annulé.
Le XP-54 était équipé d’une hélice propulsive située à l’arrière du fuselage. Les dérives et le plan horizontal se trouvaient à l’arrière de l'appareil aux extrémités de deux poutres entre lesquelles se situait l’hélice. On envisagea d’abord d’utiliser le moteur Pratt & Whitney X-1800 mais c’est finalement le Lycoming XH-2470 qui fut retenu à la suite de l’annulation du modèle de Pratt & Whitney.
En septembre 1941, on changea le rôle du XP-54 d’intercepteur à basse altitude à intercepteur à haute altitude. Il fallut donc l’équiper d’un turbocompresseur et de blindage supplémentaire, ce qui fit passer le poids à vide de 5 200 à 8 200 kg.
Le XP-54 se distinguait sur plusieurs plans : le siège du pilote servait d’ascenseur pour accéder au cockpit pressurisé. Le pilote devait abaisser le siège électriquement, s’y installer, puis monter ainsi dans le cockpit. L’éjection était rendue complexe par la pressurisation du cockpit et se faisait vers le bas. On pouvait abaisser ou remonter le nez de l’appareil de 3 ou 6 degrés respectivement. Le nez abritait 2 canons fixes T-9 de 37 mm et mitrailleuses mobiles de 12,7 mm. Le pilote ajustait l'élévation du nez et les mitrailleuses grâce à un viseur spécial. Ainsi on pouvait modifier la trajectoire des canons sans changer d’attitude. Cette caractéristique atypique valut à l’appareil son surnom de Swoose Goose en référence à une chanson narrant l’histoire d’un certain Alexander moitié cygne, moitié oie (en anglais goose).